# Fahrradbeleuchtung
Die Fahrradbeleuchtung ist eine Fahrzeugbeleuchtung am Fahrrad. Sie dient dazu, während der Fahrt dem Fahrer Sicht auf den Fahrweg zu verschaffen und anderen Verkehrsteilnehmern zu erleichtern, das Fahrrad schnell wahrzunehmen.
Als Leuchtmittel kommen weiße und rote Leuchtdioden zum Einsatz. Vor deren praktischen Verwendbarkeit wurden Kleinspannungs-Glühlampen eingesetzt. Die Leuchtmittel werden durch Batterien, Akkus oder einen Dynamo mit Strom versorgt.
Für die frühen Fahrräder verwendete man zunächst Leuchtentypen, die von anderen Fahrzeugarten übernommen und der Konstruktion des Fahrrads angepasst wurden. Dabei kamen Fahrradlampen und Laternen mit Kerzen als Leuchtquelle, kleine Öllampen, Petroleumlampen und Karbidlampen vor.
Zusätzliche passive Elemente der Fahrradbeleuchtung – Retroreflektoren, die keine Stromzufuhr benötigen – werfen von außen angestrahltes Licht in die eingehende Richtung wieder zurück und lassen das – aufrechte – Fahrrad rundum aus Sicht eines Betrachters aufleuchten, wenn das Rad vom Lichtkegel einer vom Betrachter geführten Leuchte – ungefähr horizontal – erfasst wird. Die Farbgebung rot/gelb/weiß der Reflektoren lässt dabei die Orientierung (Fahrtrichtung) des Fahrrads erkennen. Seit etwa 1985 werden Leuchten angeboten, die Aktiv- und Passivfunktion kombinieren.

## Geschichte

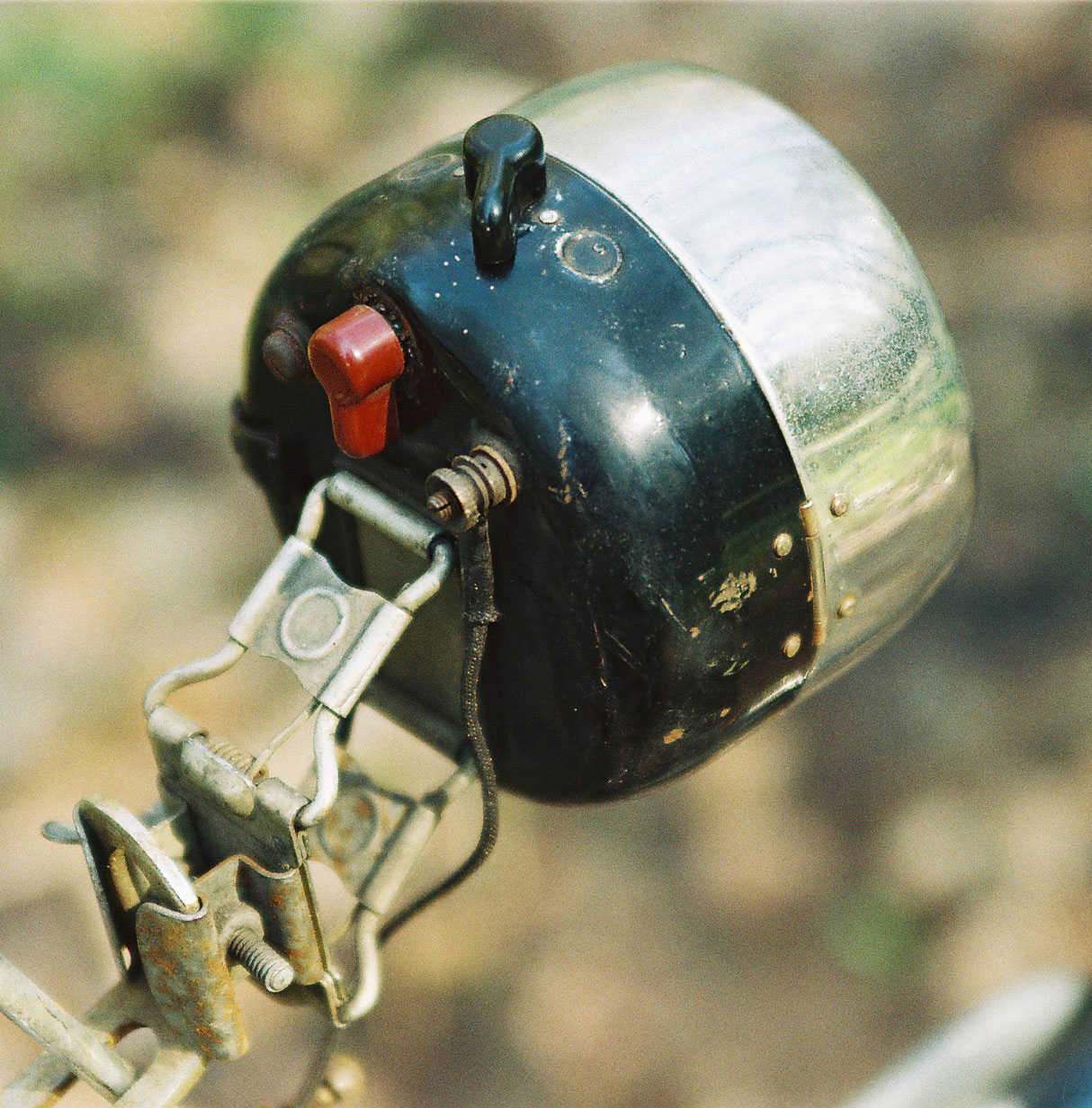
Gefederter Scheinwerfer an einem Fahrrad von 1935 mit Abblend- und Fernlicht und Umschaltung von Dynamobetrieb auf Flachbatterie

Erste in größeren Stückzahlen verkaufte Formen der Fahrradbeleuchtung finden sich bereits in den 1880er Jahren in Form von Kerzen- und Öllampen. Ende der 1890er Jahre kamen infolge der zunehmenden industriellen Calciumcarbid-Gewinnung auch erste Karbidlampen für Fahrräder auf den Markt. Lange Zeit stellten vor allem diese drei Varianten von Fahrradlampen die gängigste Form der Beleuchtung dar, bis Ende der 1920er Jahre preiswertere und störungsunanfälligere Batterie- und Dynamoanlagen die bisher verwendeten Lampenarten zunehmend vom Markt verdrängen konnten. Bis in die 1930er Jahre wurden elektrische Lampen mit gefederter Schwebe hergestellt, um auf dem weitestgehend unbefestigten Straßennetz eine Schwingungsisolierung der anfangs relativ empfindlichen Glühbirnen erreichen zu können.

## Gesetzliche Regelungen

### Deutschland
Mit Änderung der STVO vom 1. Juni 2017 ist eine Beleuchtung von Fahrrädern nur noch dann vorgeschrieben, wenn es die Licht- und Sichtverhältnisse erfordern, d. h. z. B. bei einsetzender Dämmerung. Am Tag muss keine Beleuchtung montiert sein. Auch die Pflicht, ansteckbare Lampen mitzuführen, wie dies bei Rennrädern üblich war, ist entfallen. Die Regelungen des § 23 STVO wurden entsprechend angepasst.
Wer ohne betriebsbereite Beleuchtung mit dem Rad unterwegs ist, obwohl die Sichtverhältnisse es erfordern, zahlt 20 Euro. Gefährdet er dabei andere, sind es 25 Euro. Mit Unfallfolgen oder bei Sachbeschädigung werden Radfahrende mit 35 Euro belastet. Die Untersagung der Weiterfahrt bei fehlender Leuchtenfunktion muss bei fehlendem Tageslicht hingenommen werden (mindestens wegen Fremdgefährdung). Das Fehlen von Leuchten oder deren Defekt kann auch bei Tag zu einer gebührenpflichtigen Verwarnung führen, wenn die Sichtverhältnisse eine Beleuchtung erfordern.
Der Aufbau der Fahrradbeleuchtung ist gesetzlich in § 67 StVZO (Lichttechnische Einrichtungen an Fahrrädern) und § 67a StVZO (Lichttechnische Einrichtungen an Fahrradanhängern) festgelegt. Wie dort festgelegt, gelten die ECE-Regelungen Nr. 87 (maximalen Lichtstärke und Lichtverteilung für Tagfahr- und Fernlicht), Nr. 60 (Umschaltung zwischen den Lichtfunktionen), Nr. 50 (Lichtstärke und Lichtverteilung der Bremslichtfunktion, Fahrtrichtungsanzeiger), Nr. 48 und Nr. 74 (Beleuchtungs- und Lichtsignaleinrichtungen) auch für Fahrräder.
Alle in § 22a StVZO aufgeführten Komponenten müssen das deutsche Prüfzeichen tragen. Diese Zulassung wird vom Kraftfahrt-Bundesamt vergeben und ist erkennbar an einer Zulassungsnummer mit einer Wellenlinie, dem Großbuchstaben K und einer Nummer.
Die Zulassung der Einrichtungen (Vergabe der Prüfzeichen) werden in den TA 4 (Bautechnische Anforderungen), TA 6 (Lampen), TA 14b (Schlussleuchten für Fahrräder und ihre Anhänger), TA 14c (Begrenzungsleuchten), TA 18 (Rückstrahler), TA 18a (retroreflektierende Streifen an Reifen von Fahrrädern), TA 23 (Scheinwerfer für Fahrräder) und TA 24 (Fahrradlichtmaschinen) geregelt.
Kinderfahrräder sind von den Vorschriften zur Beleuchtung nicht betroffen, da es sich dabei gemäß § 16 Abs. 2 StVZO nicht um Fahrzeuge im Sinne der Vorschrift handelt.
Bei nicht vorschriftsgemäßer Beleuchtungseinrichtung/Beleuchtung des Fahrrades können Bußgelder verhängt werden.
Zum 1. Juni 2017 wurden die Vorschriften zur Fahrradbeleuchtung (§ 67, § 67a und § 22a StVZO) grundlegend überarbeitet.
Entsprechend § 67 und § 67a StVZO (Stand 26. November 2019) gilt:
Grundlagen:
- „Fahrräder dürfen nur dann im öffentlichen Straßenverkehr in Betrieb genommen werden, wenn sie mit den vorgeschriebenen und bauartgenehmigten lichttechnischen Einrichtungen ausgerüstet sind.“ (StVZO § 67 (1) Satz 1) Es gilt also auch weiterhin: Ohne Zulassungszeichen nicht im Verkehr benutzen, auch die Dynamos zählen zu den lichttechnischen Einrichtungen.
- Es gibt keine Dynamopflicht, es dürfen auch Akkus und Batterien verwendet werden. Jedoch „Die Nennspannung der Energiequelle muss verträglich mit der Spannung der verwendeten aktiven lichttechnischen Einrichtungen sein.“ (StVZO § 67 (1) Satz 5) In der StVZO wird keine Leistungs- oder Spannungsfestlegung für die Energiequellen getroffen.[8]
- „Scheinwerfer, Leuchten und deren Energiequelle dürfen abnehmbar sein, müssen jedoch während der Dämmerung, bei Dunkelheit oder wenn die Sichtverhältnisse es sonst erfordern, angebracht werden.“ (StVZO § 67 (2) Satz 4)
- „In den Scheinwerfern und Leuchten dürfen nur die nach ihrer Bauart dafür bestimmten Leuchtmittel verwendet werden.“ (StVZO § 67 (6) Satz 3)
- „Schlussleuchte und Scheinwerfer dürfen nur gemeinsam einzuschalten sein, wenn sie mit Hilfe einer Lichtmaschine betrieben werden. Bei eingeschalteter Standlichtfunktion darf auch die Schlussleuchte allein leuchten.“ (StVZO § 67 (6) Satz 1) Das Standlicht darf jedoch unabhängig vom Scheinwerfer funktionieren, muss es aber nicht, daher ist auch Standlicht im Scheinwerfer weiterhin zulässig. Bei Batterie- und Akkubetrieb dürfen Scheinwerfer und Rücklicht unabhängig voneinander geschaltet werden.
- Ab 1. Januar 2019 müssen aus dem Akku für den Antrieb gespeiste Leuchten und Scheinwerfer von Pedelecs und E-Bikes noch 2 Stunden funktionieren, nachdem der Antrieb wegen niedrigen Ladestands abgeschaltet wurde. Alternativ darf der Antriebsmotor in dem Fall als Dynamo genutzt werden, dann ist keine 2-Stunden-Reserve notwendig.
- Eine generelle Befreiung für Rennräder während der Teilnahme an Rennen und Abhängigkeit vom Gewicht gibt es nicht mehr. Bei guten Sichtverhältnissen ist eine solche ohnehin nicht mehr vorgeschrieben, ggf. muss eine Sondergenehmigung anlassbezogen bei den Behörden beantragt werden.

Vorn:
- „Blinkende Scheinwerfer sind unzulässig.“ (StVZO § 67 (3) Satz 3)
- „Fahrräder müssen mit einem oder zwei nach vorn wirkenden Scheinwerfern für weißes Abblendlicht ausgerüstet sein.“ (StVZO § 67 (3) Satz 1) Zusätzlich muss mindestens ein nach vorn wirkender weißer Rückstrahler angebaut sein, also auch mehrere sind erlaubt. Die Anbauhöhe muss zwischen 40 und 120 cm sein.
- „Der Scheinwerfer muss so eingestellt sein, dass er andere Verkehrsteilnehmer nicht blendet.“ (StVZO § 67 (3) Satz 2)
- Die Scheinwerfer dürfen zusätzlich mit einer Tagfahrlichtfunktion mit einer maximalen Lichtstärke und Lichtverteilung der Tagfahrlichtfunktion für KFZ nach ECE R. Nr. 87[2] ausgestattet sein. Ebenso ist eine Fernlichtfunktion gestattet. Die Umschaltung muss automatisch erfolgen oder die Bedienelemente müssen nach ECE R. Nr. 60[3] gestaltet sein; d. h. so wie an einem Motorrad. (StVZO § 67 (3) Satz 5)
- Ab 1000 mm Breite des Fahrrades sind zwei Scheinwerfer und zwei Rückstrahler vorgeschrieben. Sie sind paarweise mit höchstens 20 cm Abstand zum äußersten Umriss anzubringen.
- Fahrräder ab 1800 mm Breite sind nach den Vorschriften der ECE R. Nr. 48[5] für PKW zu beleuchten. Siehe Kfz-Beleuchtung
- Gelbe Rückstrahler an den Pedalen sind vorgeschrieben.
- Erlaubt sind Fahrtrichtungsanzeiger nach ECE R. Nr. 50[4] (Motorradblinker) mit Bedienteilen nach ECE R. Nr. 60 an mehrspurigen Fahrrädern und an Fahrrädern, deren Aufbau die Handzeichen verdeckt.
- Seit 2006 muss die Beleuchtungsstärke des Frontscheinwerfers im Kernausleuchtungsbereich auf einer Wand in 10 Metern Entfernung mindestens 10 Lux betragen (siehe 10-Lux-Regelung). Durch die fortschreitende Entwicklung und den verbreiteten Einsatz von LEDs wird die Fahrradbeleuchtung immer heller. Selbst Dynamoscheinwerfer erreichen mittlerweile 100 Lux[10] und mehr. Es reicht bei LED-Leuchten eine viel geringere elektrische Leistung aus, um die geforderten Lichtstärken zu erreichen. Es gibt daher Systeme mit nur 1,5 Watt Dynamoleistung und entsprechend leistungsreduzierte Scheinwerfer und Rückleuchten.

Hinten:
- „Blinkende Schlussleuchten sind unzulässig.“ (StVZO § 67 (4) Satz 4)
- Mindestens eine Schlussleuchte und ein großer Rückstrahler (Kategorie Z). Montagehöhe zwischen 25 und 120 cm. Ein weiterer kleiner, niedrig angebrachter Rückstrahler wird nicht mehr gefordert. Die Schlussleuchten dürfen mit einer Bremslichtfunktion ausgestattet sein. Diese muss den Vorschriften der ECE R. Nr. 50 entsprechen. (Motorradbremslicht)
- Ab 100 cm Breite müssen je zwei Rücklichter und Rückstrahler paarweise angebracht werden. Der Abstand der Beleuchtung zum äußersten Umriss darf nicht größer als 20 cm sein.
- Ab 180 cm Breite müssen die Fahrräder entsprechend der EU-Vorschrift ECE R. Nr. 48 wie PKW beleuchtet werden.
- Erlaubt sind Fahrtrichtungsanzeiger nach ECE R. Nr. 50 (Motorradblinker) mit Bedienteilen nach ECE R. Nr. 60 an mehrspurigen Fahrrädern und Fahrrädern deren Aufbau die Handzeichen verdeckt.
- Gelbe Rückstrahler an den Pedalen sind vorgeschrieben.
- Schlussleuchten dürfen eine Standlichtfunktion enthalten. Dabei dürfen sie unabhängig vom Scheinwerfer leuchten.

Seitlich:
- An den Rädern müssen
  - ringförmig zusammenhängende, weiße Reflexstreifen auf den Reifen und/oder Felgen, oder zwischen den Speichen aller Räder angebracht sein.
  - Oder an allen Rädern alle Speichen vollständig weiß retroreflektierend sein oder alle Speichen aller Räder mit weiß retroreflektierenden Speichenhülsen (Reflexclipsen) versehen sein.
  - Oder je Rad mindestens zwei „klassische“ gelbe Speichenrückstrahler um 180° versetzt. Werden mehr als zwei Rückstrahler pro Rad montiert, sind diese gleichmäßig zu verteilen. (Also bei drei Stück 120-°-Winkel, bei fünf Stück 72-°-Winkel usw.)
- Zusätzlich zu der Mindestausstattung mit einer dieser drei Möglichkeiten dürfen die anderen Möglichkeiten auch angewendet werden. (z. B. Reflexreifen auf Reflexfelge, und Speichen mit Speichenhülsen)
- Zusätzliche gelbe, seitliche „rückstrahlende Mittel“ sind zulässig, sofern sie bauartgenehmigt sind. Es spricht also nichts dagegen, ein Fahrrad seitlich vollständig gelb rückstrahlend zu bekleben, sofern die Folie mit einem Zulassungszeichen versehen ist. Bei verkleideten Fahrrädern mit verdeckten Rädern ist das auch sehr sinnvoll.

### Österreich
In Österreich benötigt die aktive Fahrradbeleuchtung keine Prüfzeichen, also weder Wellenlinie noch K-Nummer. Die passive Beleuchtung (Rückstrahler) muss allerdings der ECE-Regelung „R 104“ entsprechen. Auch gibt es keine Beschränkung, wie viel Licht am Fahrrad leuchten darf und durch welche Stromquelle die Lichtanlage betrieben wird. Das vordere Licht muss mindestens 100 cd abstrahlen und das Rücklicht mindestens 1 cd. Das Rücklicht darf blinken, das Vordere nicht.
Die zulässigen Lichtfarben der aktiven Beleuchtung sind weiß oder hellgelb nach vorne bzw. rot nach hinten. Definiert ist, dass die Beleuchtung ab 15 km/h voll wirksam sein muss und die Scheinwerfer fest mit dem Fahrrad verbunden sein müssen. In den Detailabsätzen weiter unten ist darauf zu achten, dass bei rechtlichen Hinweisen die Situation im deutschen Straßenverkehr beschrieben ist. In Österreich gilt für die aktive und passive Beleuchtung sowie für weitere Fahrradkomponenten wie Glocke bzw. Hupe, Bremsen etc. die österreichische Fahrradverordnung.

### Schweiz
Velos müssen in der Schweiz bei Dämmerung und schlechten Sichtverhältnissen mit ruhenden Lichtern ausgerüstet sein. Das vordere Licht muss weiß leuchten, das hintere rot. Bei Dunkelheit und guter Witterung müssen die Leuchten auf 100 m sichtbar sein und dürfen nicht blenden. Die Lichter dürfen fest montiert oder abnehmbar sein.
E-Bikes müssen bei Benutzung auch am Tag durchgehend beleuchtet sein.
Blinker zur Richtungsanzeige sind zulässig, sofern diese eindeutig als solche erkennbar sind und nicht blenden.
Ebenso müssen nach vorne und hinten wirkende weiße bzw. rote Rückstrahler von mindestens 10 cm² am Velo angebracht werden, bei mehrspurigen Fahrrädern sind die äußersten Stellen ebenfalls mit solchen Rückstrahlern zu markieren. Pedale müssen mit gelben Rückstrahlern nach vorne und hinten ausgestattet sein, sofern es sich nicht um Renn-, Sicherheits- oder ähnliche Pedale handelt. Anstatt der Rückstrahler können auch andere Retroreflektoren (z. B. Folien) verwendet werden, solange diese in der Wirkung die gleichen Anforderungen erfüllen.

### Dänemark
In Dänemark müssen Front- und Rücklicht von Sonnenuntergang bis Sonnenaufgang leuchten und auf 300 m Entfernung und auch in einem Winkel von der Seite sichtbar sein. Sie dürfen nicht blenden. Frontlicht kann weiß, bläulich oder gelblich sein. Gelbes darf nicht blinken. Weißes und bläuliches Frontlicht, so wie rotes Rücklicht muss mit mindestens 120 Impulsen pro Minute (= 2 Hz) blinken. Mit Induktionsspeisung über einen Speichenmagnet wird diese Frequenz f = 2 Hz bei einem Radumfang von u = 2 m bei einem Fahrtempo v = f × u = 4 m/s = 4 × 3,6 = 14,4 km/h erreicht. Auch das rote Rücklicht muss mindestens 120 mal pro Minute blinken.

### Niederlande
In den Niederlanden sind reflektierende Reifen vorgeschrieben.

## Aktive Beleuchtungselemente

### Frontscheinwerfer
Der Frontscheinwerfer strahlt weißes Licht aus. Lichtquelle ist entweder eine herkömmliche Glühlampe, eine Halogenlampe oder auch eine oder mehrere LED. Für letztere hat sich der Begriff LED-Scheinwerfer durchgesetzt. Der Frontscheinwerfer strahlt das Licht gerichtet vor das Fahrrad. Die geforderte Form des Lichtbündels wird durch Reflektoren und ggf. durch Streuscheiben realisiert. Die in von einem Dynamo gespeisten Frontscheinwerfern verwendeten und in Deutschland nach TA zulässigen Glühlampen haben eine Leistungsaufnahme von 2,4 Watt bei 6 V Betriebsspannung.
Die Frontleuchten können zusätzlich mit einer weißen Standlicht-LED ausgestattet sein, die über einen in die Leuchte integrierten Kondensator oder durch Batterien mit Strom versorgt wird.

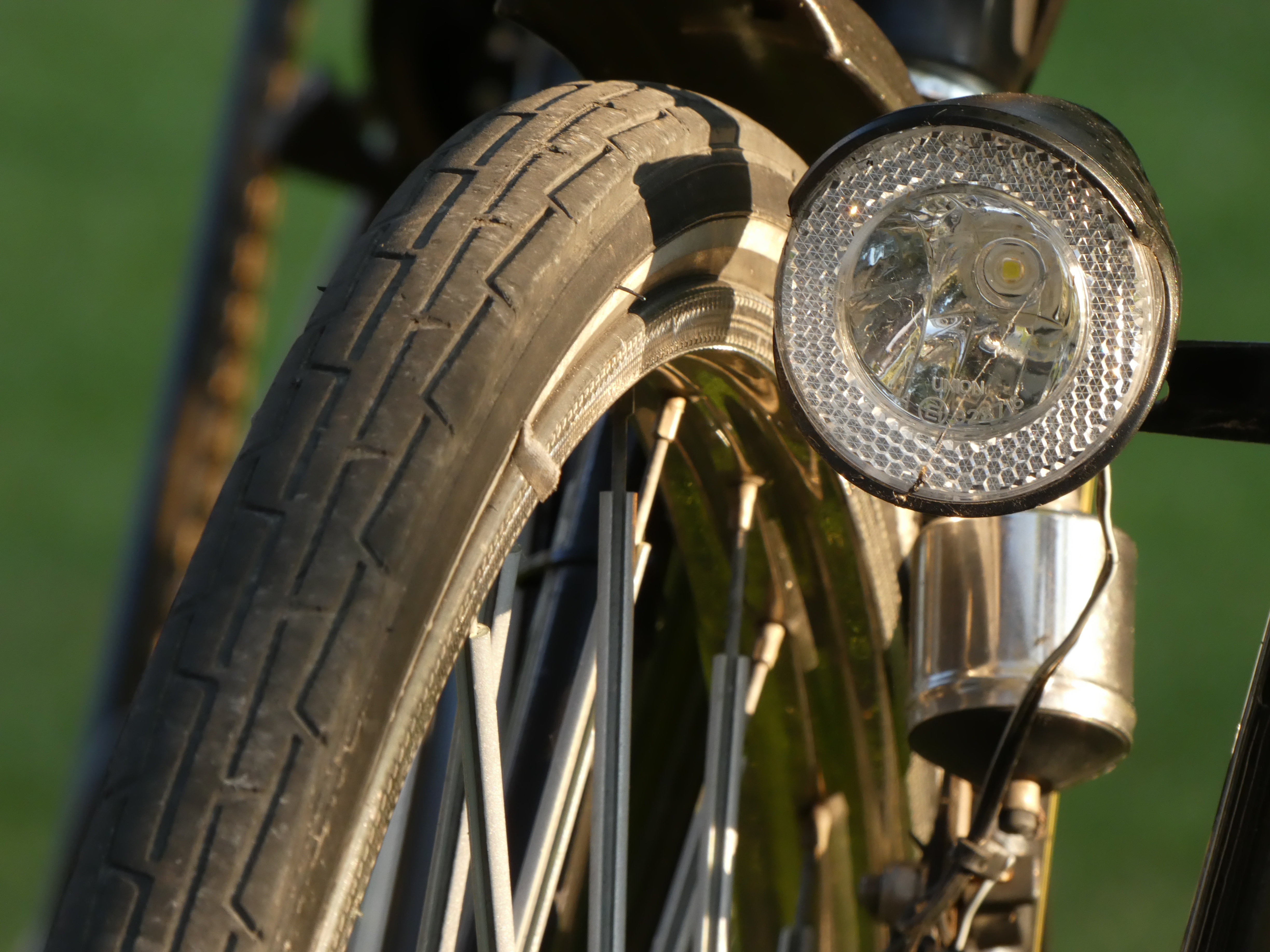
LED-Frontscheinwerfer (dynamogespeist)
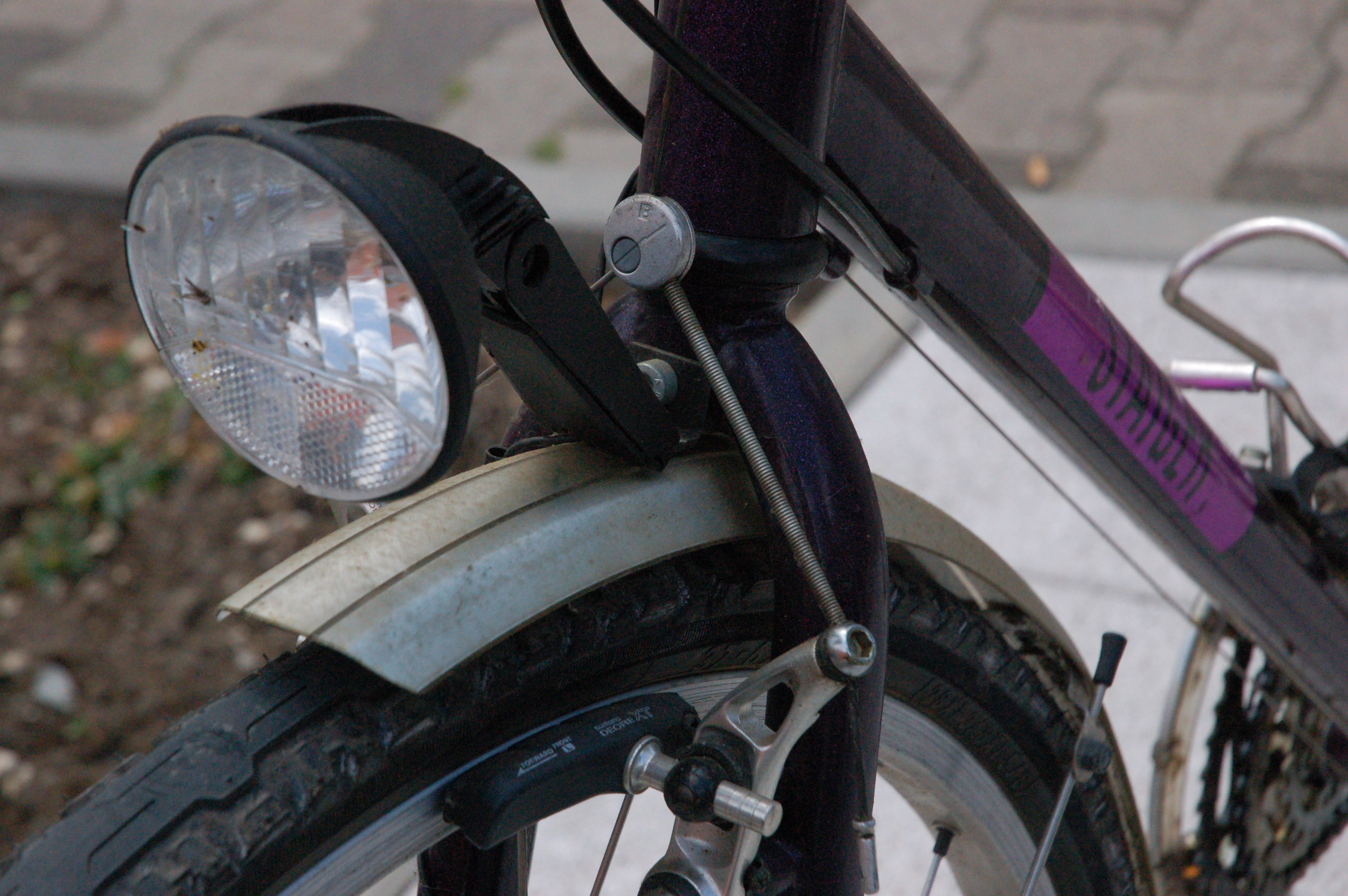
Halogen-Frontscheinwerfer (dynamogespeist)
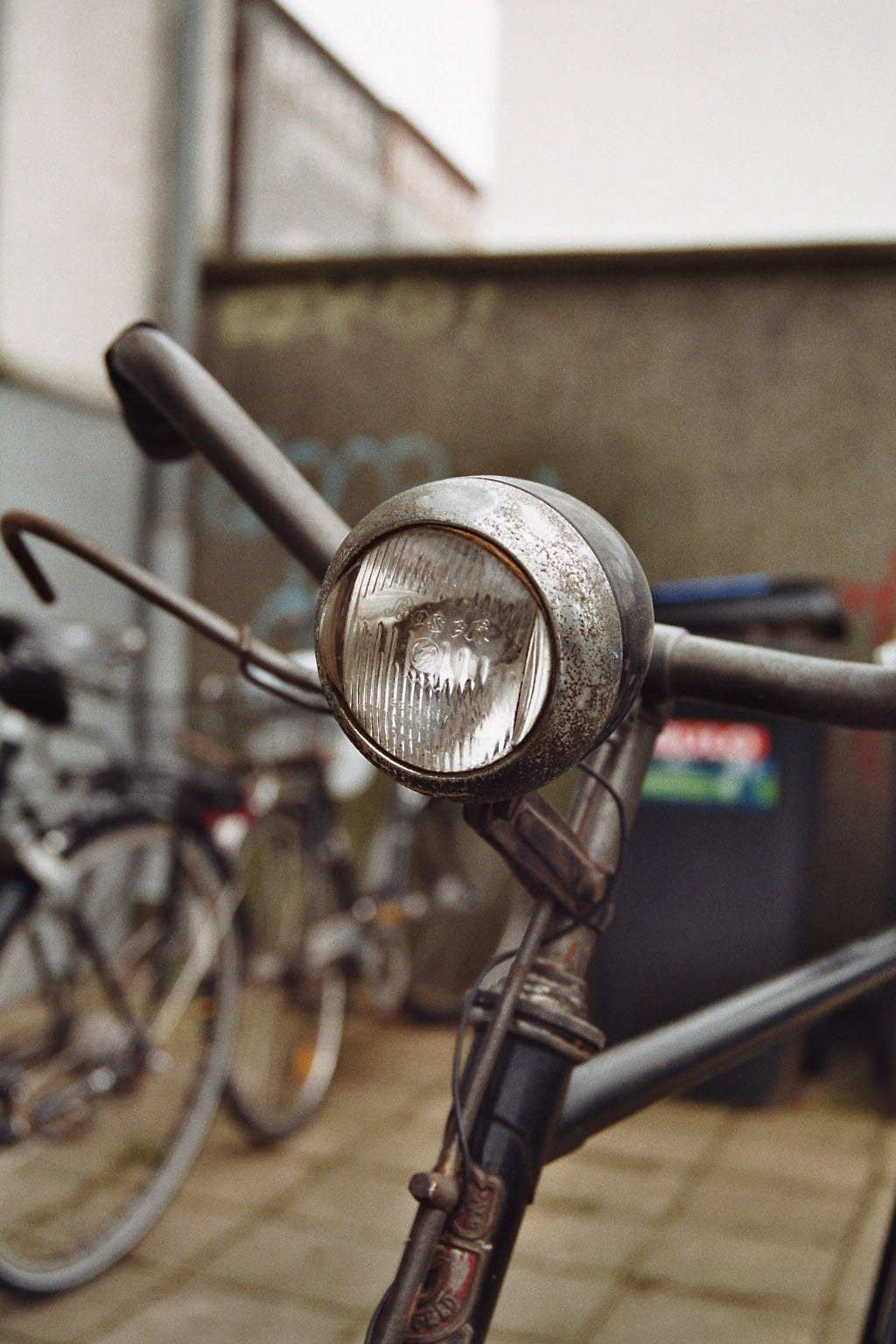
Nostalgischer Frontscheinwerfer (dynamogespeist)
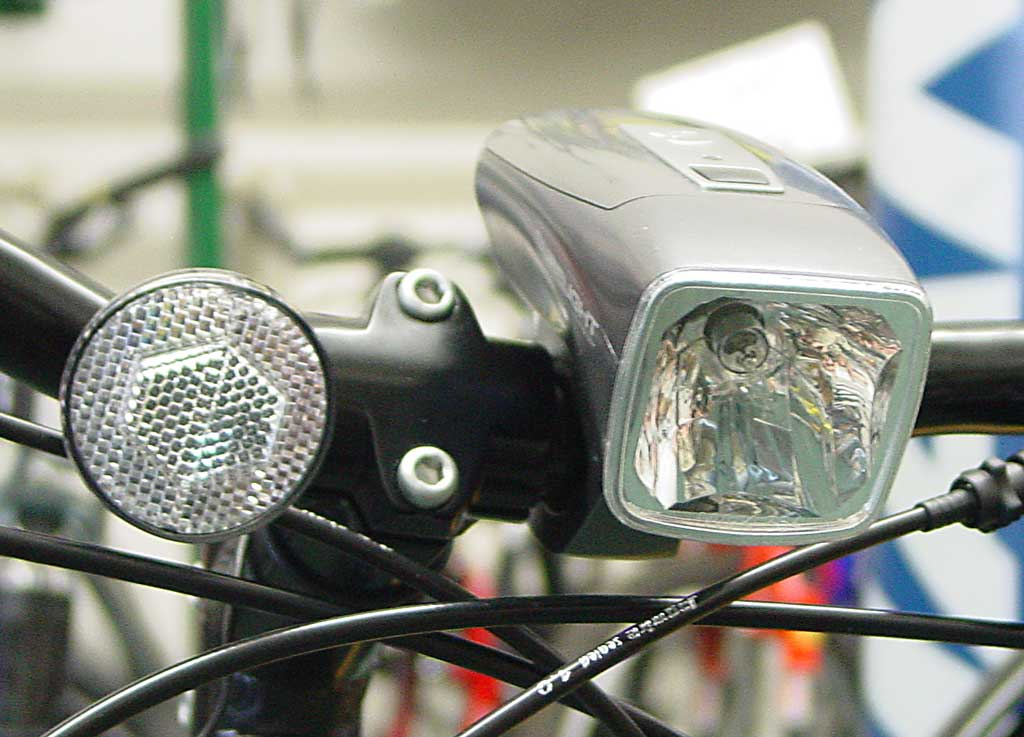
Frontscheinwerfer (batteriegespeist)
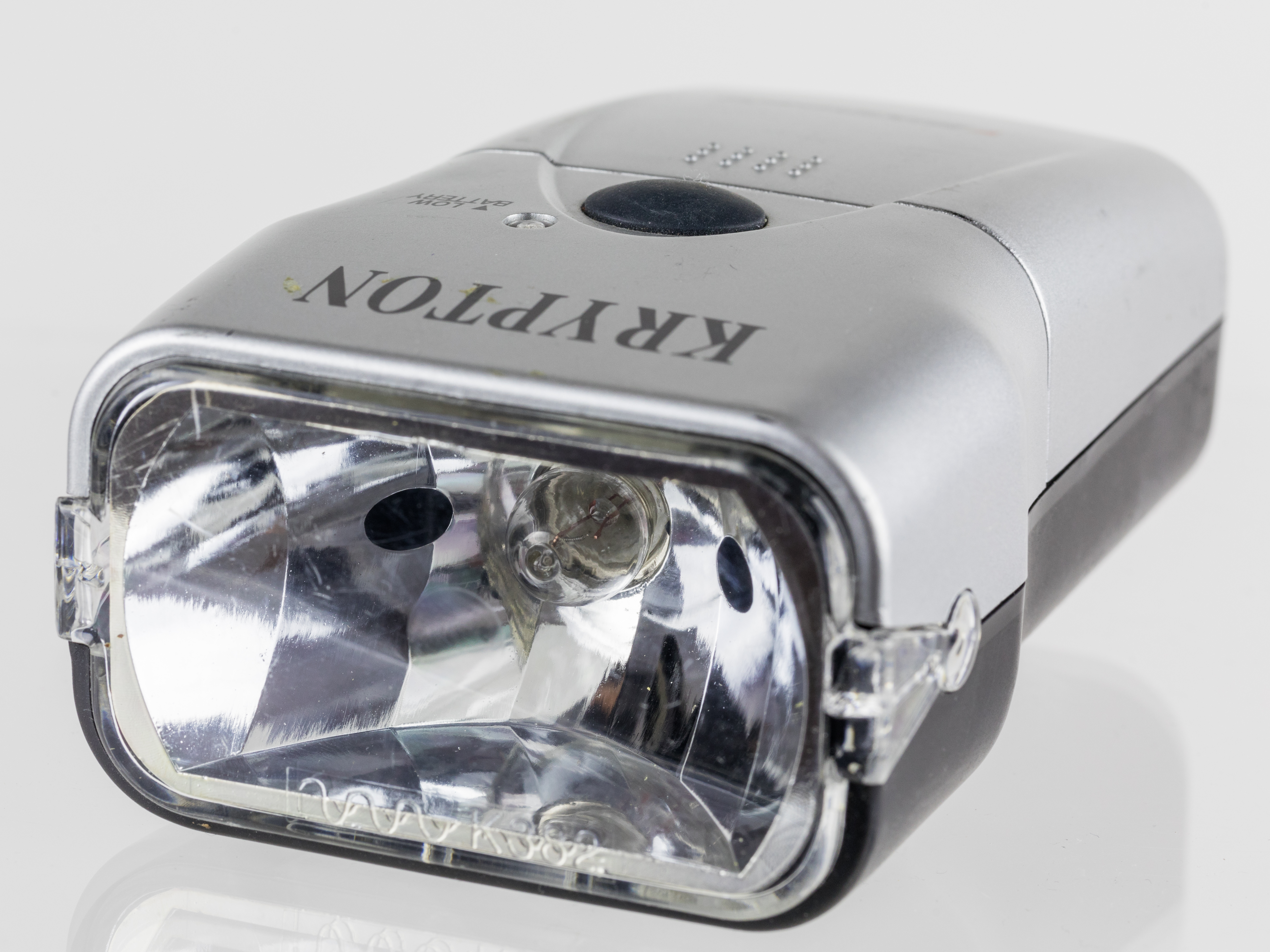
Krypton-Frontscheinwerfer (batteriegespeist)

### Rückleuchte

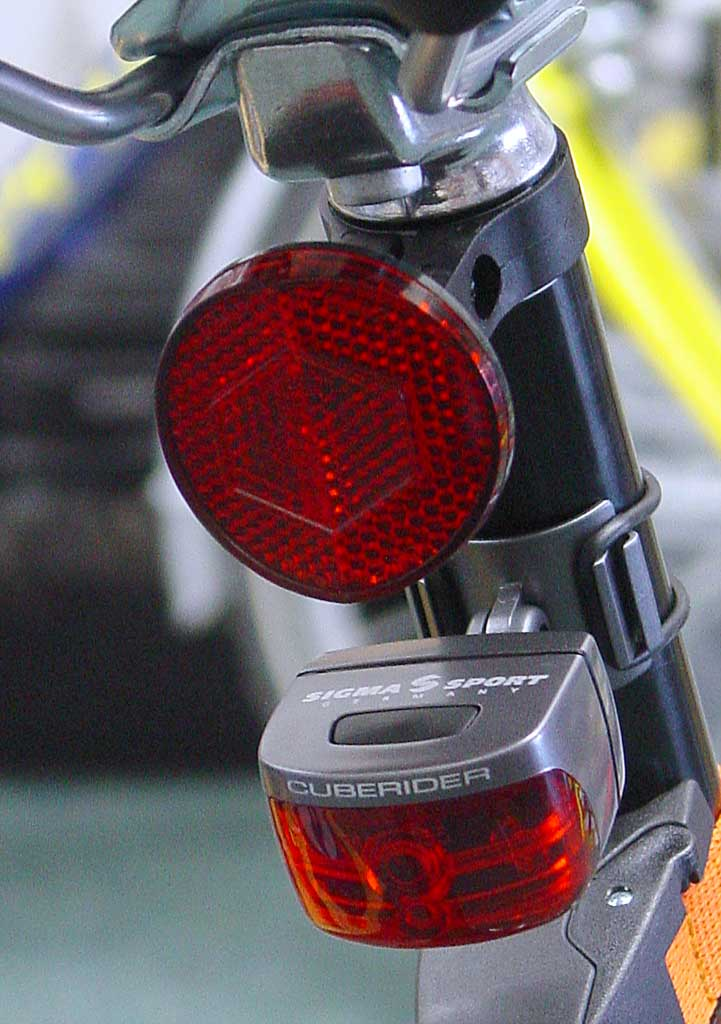
Am Sattelrohr montierter Reflektor, darunter Batterierücklicht.

Die Rückleuchte strahlt rotes Licht aus. Das Licht strahlt durch eine Streuscheibe diffus nach hinten. Lichtquelle ist entweder eine Glühlampe oder eine oder mehrere LEDs. Die Glühlampe eines dynamobetriebenen Rücklichts hat eine Leistungsaufnahme von 0,6 Watt bei 6 V. Die meisten modernen LED-Rückleuchten bieten eine Standlichtfunktion, die entweder über Batterien oder über einen während der Fahrt aufgeladenen Kondensator versorgt wird. Vorgeschrieben ist eine Standlichtfunktion in Deutschland und in der Schweiz bisher nicht. Insbesondere batteriebetriebene Rückleuchten haben häufig zusätzlich zum Dauerleuchten auch noch eine Blinkfunktion, deren Verwendung nach dem deutschen und schweizerischem Straßenverkehrsrecht jedoch nicht erlaubt ist, nach dem österreichischen Straßenverkehrsrecht hingegen schon. Der Sinn von Blinkleuchten im Straßenverkehr ist umstritten.

### Standlicht
Im Handel erhältlich oder bereits montiert sind Front- und Rückleuchten mit Standlichtfunktion. Derartige Leuchten leuchten beispielsweise im Stand bis zu fünf Minuten nach. Die erforderliche elektrische Energie wird entweder während der Fahrt vom Dynamo abgenommen und in einem speziellen Kondensator (Superkondensator) in der Leuchte gespeichert oder einer Batterie in der Leuchte entnommen. In LED-Scheinwerfern und -Rücklichtern kann auch eine einzelne LED die Funktion des Standlichtes übernehmen.
Des Weiteren wurden Standlichtgeräte speziell für Seitenläuferdynamos vertrieben, die im Stand bzw. beim Rutschen des Reibrades bei feuchtem Reifen oder Frost für begrenzte Zeit die weitere Stromversorgung sichern.

## Passive Beleuchtungselemente
Rückstrahler

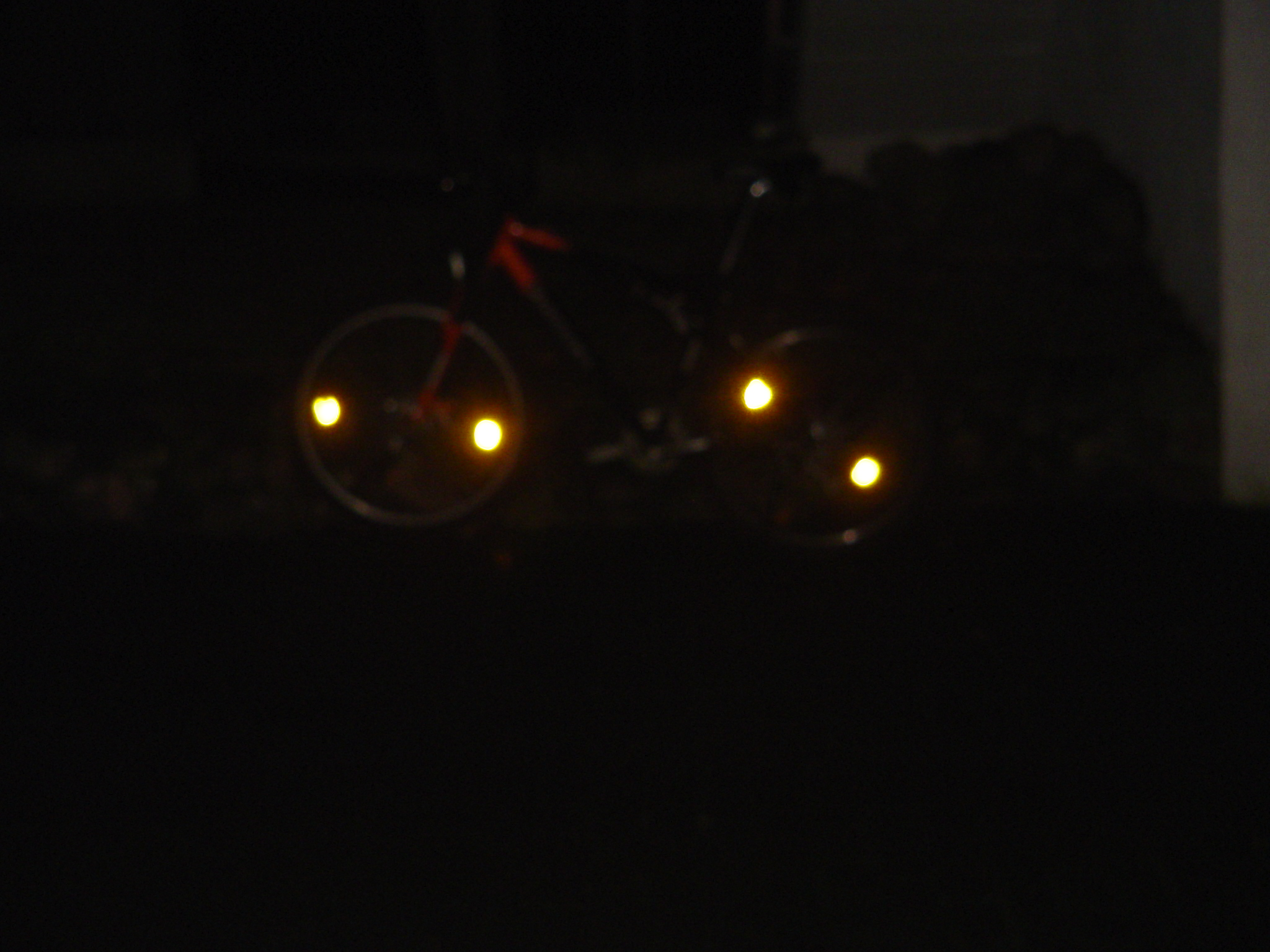
Reflektoren in Vorder- und Hinterrad. Das Fahrrad ist von der Seite gut zu erkennen

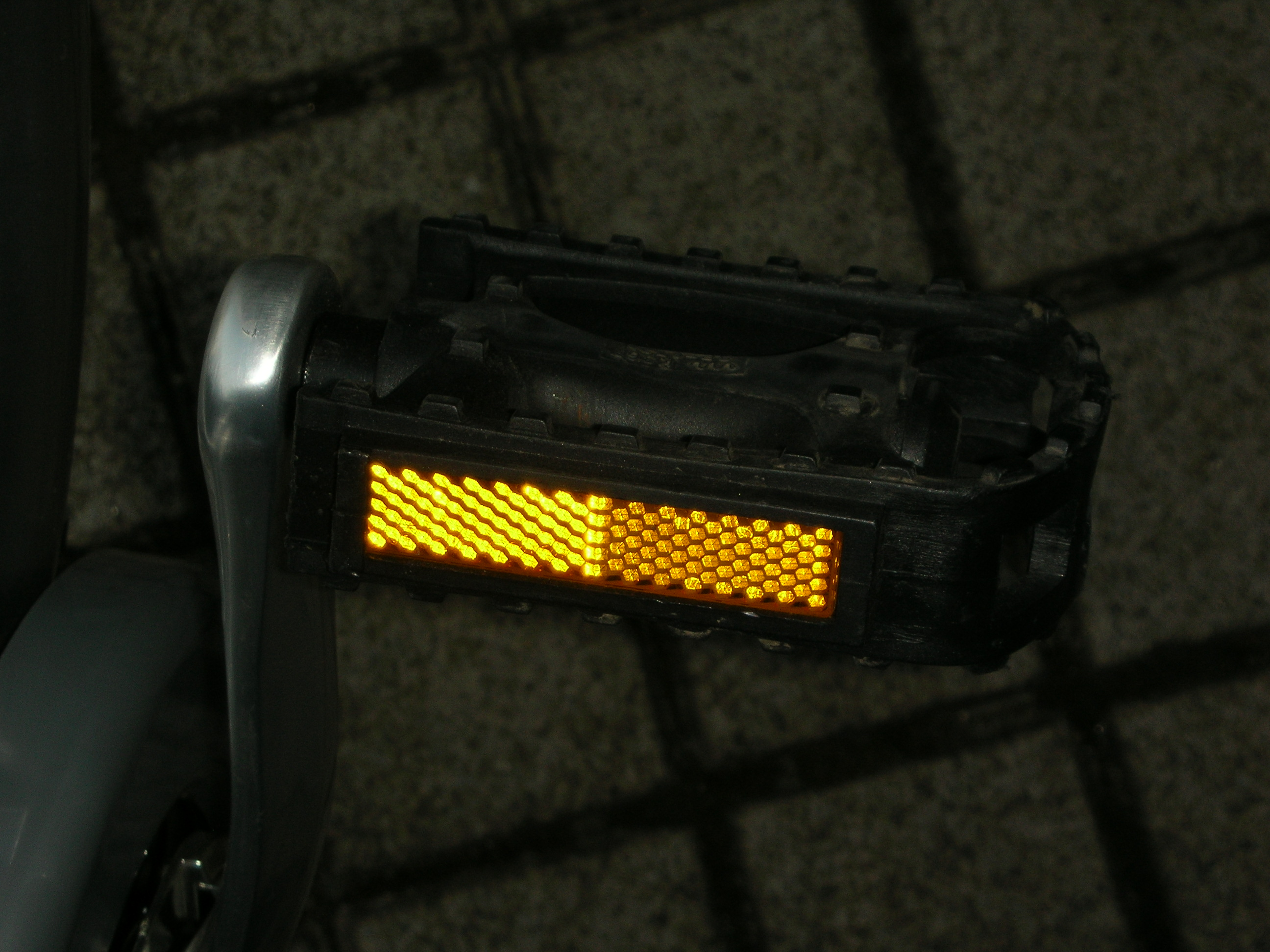
Reflektor (Rückstrahler) am Fahrradpedal. Ein Teil des Lichtes wird in die Richtung zurückgeworfen, aus der es kommt. Die Aufnahme mit Blitzlicht verdeutlicht den Effekt

Rückstrahler, auch Retroreflektoren genannt, strahlen das Licht fremder Lichtquellen (zum Beispiel aus Fahrzeugscheinwerfern) direkt zu diesen zurück. Dabei hängt der Helligkeitseindruck von der Fläche der Reflektoren und dem Anstrahlwinkel ab. Besser erkennbar als das „punktuelle Katzenauge“ sind daher Großflächenreflektoren. Wichtig sind vor allem die in Fahrtrichtung von hinten (rot) und vorn (weiß) sichtbaren Reflektoren, da sie beispielsweise bei ausgefallener Eigenbeleuchtung eine gewisse Sichtbarkeit gewährleisten. Die Wirkung von Reflektoren, die das Fahrrad als Fahrrad (Konturerkennung) erkennbar machen (Reflexmaterialien an Reifen, Felgen Speichen, Pedalen) sind in ihrer Wirksamkeit umstritten.
Folgende Reflektoren werden durch die deutsche Straßenverkehrs-Zulassungs-Ordnung StVZO vorgeschrieben:
- mindestens ein weißer Reflektor nach vorne, der im Frontscheinwerfer integriert sein darf
- ein roter Großflächenreflektor (Z-Reflektor), darf in der Rückleuchte integriert sein.
- je Pedal jeweils ein nach vorne und ein nach hinten wirkender gelber Reflektor, zusätzliche seitlich wirkende Reflektoren sind zulässig
- mindestens vier (zwei Bauteile zu je zwei Reflektoren) gelbe Reflektoren im Vorderrad
- mindestens vier (zwei Bauteile zu je zwei Reflektoren) gelbe Reflektoren im Hinterrad

Die Reflektoren in den Laufrädern können alternativ auch durch folgende Reflexprodukte ersetzt werden:
- zwei mit weißem Reflexstreifen versehene Reifen oder Felgen
- oder zwei weiße, ringförmig zusammenhängende Reflexstreifen zwischen den Speichen

Speichenreflektoren und reflektierende Reifen oder Speichenhülsen dürfen zusammen verbaut werden. Speichenreflektoren in Stabform können dabei die Nachteile der Katzenaugen (schlechter Reflektionswinkel) teilweise ausgleichen. Weitere gelbe seitlich wirkende Reflektoren dürfen ebenfalls eingesetzt werden. Reflexstreifen sind gem. $ 67 ein vollwertiger Ersatz für Speichenreflektoren.
Weitere passive Beleuchtungseinrichtungen an Fahrrädern sind in Deutschland nicht zulässig. Es liegt im Ermessen des kontrollierenden Polizeibeamten, weitere Einrichtungen zu kontrollieren, jedoch darf er bei unzulässigen Reflektoren die Weiterfahrt nicht untersagen.

### Trivia
Die Idee zu den Pedal-Reflektoren stammt aus dem Jahre 1937.  Der Chauffeur Hitlers und SS-Hauptsturmführer Anton Loibl überzeugte Heinrich Himmler von seiner Idee. Durch eine Polizeiverordnung vom 13. November 1937 wurden Loibls Tretstrahler zum vorgeschriebenen Bestandteil aller deutschen Fahrräder.

## Elektrische Energiequellen am Fahrrad
Die aktive Beleuchtung wird am Fahrrad entweder von einem Dynamo, einer Batterie oder einem Akku versorgt. Es ist aber auch eine Spannungserzeugung über Wirbelströme möglich.

### Dynamobetrieb
Nahezu alle aktuell verkauften Fahrraddynamos sind Wechselstromgeneratoren, die oberhalb ihrer Nenndrehzahl einen näherungsweise konstanten Wechselstrom (Konstantstromquelle) abgeben. Gemäß den Technischen Anforderungen beträgt dieser Strom 500 mA und muss ab 15 km/h zur Speisung einer 6-Volt- oder alternativ 12-Volt-Beleuchtung zur Verfügung stehen. Daraus ergibt sich eine elektrische Leistung von 3 Watt (6 Watt bei 12-V-Beleuchtung). Die Leistung sinkt bis zu einer typischen Mindestdrehzahl ab und die Lampe erlischt im Stand.
Bei Steigerung der Fahrgeschwindigkeit und entsprechend der Dynamodrehzahl steigt die Lampenleistung geringfügig an. Eine Regelung des Dynamos ist für den normalen Betrieb nicht notwendig.
Es gibt unterschiedliche Bauformen der Fahrraddynamos:
- Seitenläuferdynamo
- Rollendynamo
- Speichendynamo
- Nabendynamo

Der Vorteil von Dynamos ist ihre ständige Verfügbarkeit. Nachteile von Reibraddynamos (Seitenläufer-, Rollendynamo) sind das Durchrutschen bei feuchtem Reifen oder Schnee und die Abnutzung des Reibrades bzw. der Walze und des Reifens – was ebenfalls zum Durchrutschen führt. Weitere Nachteile der meisten Reibraddynamos sind ihre hohen Laufgeräusche, die Schmutzanfälligkeit und der niedrige Wirkungsgrad, was sich negativ auf die allgemeinen Fahreigenschaften und ihre Verfügbarkeit auswirkt. Moderne Nabendynamos sind dagegen fast lautlos, wartungsfrei und gegenüber Witterungseinflüssen und Schmutz unempfindlich. Darüber hinaus weisen sie einen sehr hohen Wirkungsgrad auf, deshalb bemerkt man einen Nabendynamo im Alltagsbetrieb nur wenig. Die Integration in die Nabe macht Reparaturen aufwendig; ein Nachrüsten erfordert eine Neueinspeichung der Dynamo-Nabe. Speichendynamos vermeiden gleichfalls die Nachteile von Reibraddynamos, jedoch liegt der Wirkungsgrad aktueller Modelle deutlich unter dem von Nabendynamos.
Die Verwendung von Glüh- und Halogenlampen am Dynamo erfordert wegen der näherungsweisen Konstantstrom-Eigenschaft von Fahrraddynamos die Einhaltung der für die Dynamos vorgegebenen Nennströme (bei 6-Volt-Systemen zum Beispiel die Verwendung von 6-Volt-Lampen mit einem Nennstrom von 400 mA (2,4 W) für den Frontscheinwerfer und 100 mA (0,6 W) für das Rücklicht). Eine Verwendung von Glühlampen mit höheren Nennströmen ist nicht möglich, jedoch kann bei ausreichender Geschwindigkeit ein zweiter Scheinwerfer in Reihe (nicht parallel) zugeschaltet werden.
Zugelassene LED-Scheinwerfer und -Rücklichter passen den Betrieb der LED mit elektronischen Schaltungen an den vom Dynamo entsprechend TA geforderten Strom an.

#### Überspannungsschutz
Da Fahrraddynamos entsprechend der Fahrgeschwindigkeit eine steigende Spannung liefern, würde bei Überschreitung der Nennspannung (i. d. R. 6,0 V) die Leuchtmittel (Glüh-/Halogenbirne oder LED) zerstört. Dieser Wert wird bei ca. 40–45 km/h erreicht. Eine Überspannung tritt auch auf, wenn die Nennlast des Dynamos (i. d. R. 3,0 W) unterschritten wird. Das passiert etwa, wenn der Frontscheinwerfer oder das Rücklicht ausfällt.
Spannungsbegrenzer müssen immer gemeinsam mit Front- und Rücklicht ein- und ausgeschaltet werden.
In modernen Speichen-, Rollen-  und Seitenläuferdynamos sind in der Regel Spannungsbegrenzer eingebaut. Mit dem Abschwenken bzw. Auskuppeln des Dynamos wird somit gleichzeitig der Spannungsbegrenzer, das Front- und das Rücklicht stromlos.
Da sich in Nabendynamos technisch bedingt nie Spannungsbegrenzer befinden (s. o.), sind diese in modernen Frontleuchten für Nabendynamos enthalten. Frontleuchten für Nabendynamos erkennt man daran, dass diese immer manuelle und/oder Dämmerungsschalter haben und Stromanschlüsse für das Rücklicht besitzen.
Auch LED-Rücklichter sind z. T. mit Spannungsbegrenzern ausgestattet.
Beim Fehlen von Spannungsbegrenzern sollte ein handelsüblicher Spannungsbegrenzer für Fahrradbeleuchtung nachgerüstet werden. Zum Beispiel beim Verwenden älterer Seitenläuferynamos sollte dies erfolgen. In Frontleuchten für Seitenläuferdynamos, das sind jene ohne Schalter, befinden sich keine Spannungsbegrenzer. Bei Nabendynamos und Anbau von Frontleuchten für Seitenläuferdynamos sollte ebenfalls ein Spannungsbegrenzer nachgerüstet werden.

### Batterie- bzw. Akkubetrieb
Eine Batteriebeleuchtung arbeitet üblicherweise mit Gleichspannung. Dazu werden preiswerte Stromversorgungseinheiten angeboten, die anstelle eines Dynamos angebaut werden. Wenn diese 6 V- bzw. 12 V abgeben, können damit die herkömmlichen Leuchten (mit Glüh- und Halogenlampen) betrieben werden und es brauchen die vorhandenen Leuchten nicht ausgetauscht werden. Bei E-Fahrrädern wird die Spannung des Antriebsakkus direkt auf kompatible Lampen bzw. teilweise auf die verwendeten Leuchten angepasste Spannungen zur Stromversorgung der Beleuchtung benutzt.
Daneben gibt es Front- und Rückleuchten mit integrierter Stromversorgung, welche per Stecksystem am Fahrrad angebracht und wieder entfernt werden können. Diese werden oft für Sporträder genutzt, da im abgenommenen Zustand das Rad geringfügig weniger Gewicht und Luftwiderstand hat.
Vorteilhaft ist, dass im Gegensatz zu Dynamobetrieb der Tretwiderstand des Fahrers nicht erhöht wird sowie dass batteriebetriebene Lampen auch leuchten, wenn das Fahrrad steht.
Ein Nachteil ist, dass die Beleuchtung nicht beliebig lange betrieben werden kann. Sie versagt, sobald die Batterien oder Akkus entladen sind.
In Deutschland gilt die Verpflichtung, bei Fahrten in Dunkelheit oder schlechter Sicht (wie z. B. Nebel, Regen, Schneetreiben) dafür zu sorgen, dass ausreichend Energie vorhanden ist. Ggf. müssen Ersatzbatterien mitgeführt werden; der Ausfall der Beleuchtung wird mit einer Ordnungsstrafe geahndet. „Eigene Beleuchtung ist an Fahrrädern nur noch dann vorgeschrieben, wenn sie notwendig ist, also wenn die Licht- und Sichtverhältnisse es erfordern.“ Batteriebeleuchtungen müssen über ein amtliches Zulassungszeichen des KBA verfügen.

## Anschluss und Verkabelung
Zur Verbindung der Spannungsquelle, also des Dynamos oder Akkus mit der Front- und Rückleuchte ist eine zweipolige Verbindung notwendig. Früher wurde der metallische, stromleitende Rahmen des Fahrrads als Masserückleiter verwendet und nur ein einadriges Kabel zum Verbraucher verlegt. Dabei trat das Problem auf, dass Lagerstellen z. B. in Lenkkopf, Hinterradschwinge keine sichere elektrische Verbindung darstellten. Später kamen zudem nichtleitende Teile aus Kunststoff zum Einsatz. Daher etablierte sich die zweipolige Leitungsführung, die nicht auf den leitfähigen Rahmen als einer dieser Pole angewiesen ist.
Dennoch ist bei den meisten Dynamos ein Pol nach wie vor untrennbar mit dem Rahmen verbunden, beispielsweise bei Nabendynamos mit der Achse. Daher ist diese mit dem Rahmen verbundene Ader bei den heute verwendeten Zwillingslitzen zumeist weiß gekennzeichnet. Die gekennzeichnete Ader wird in Installationsanleitungen häufig als „Masse“ oder „Minus“ bezeichnet. Letzteres ist bei einer dynamobetriebenen Wechselstrom-Lichtanlage technisch gesehen zwar falsch, dem Laien jedoch verständlicher. Die Markierung ist notwendig, da nur dieser Pol auch an anderer Stelle mit einem leitenden Rahmen verbunden sein darf. Geschieht das mit dem anderen Pol, entsteht ein Elektrischer Kurzschluss. Fahrraddynamos sind kurzschlussfest, Akkus und Batterien hingegen nicht, so dass hier eine entsprechend dimensionierte Sicherung vorgesehen werden sollte.
Die ursprünglich geplante Fahrradausrüstverordnung 29/06, mit der in Deutschland die beschriebene zweiadrige Leitung verpflichtend werden sollte, trat nicht in Kraft.
Als Anschlüsse dienen Federklemmen, Schraubklemmen und Flachstecker mit meist 2,8 mm breiten Flachsteckhülsen, sowie weitere handelsübliche und herstellerspezifische Verbinder.
Zur Verbesserung von Haltbarkeit und Optik werden die Kabel oft durch die Rahmenrohre geführt. Die Stelle, an der die Leitung in den Rahmen geführt wird, ist einem erhöhten Kabelbruchrisiko ausgesetzt und sollte entsprechend geschützt werden. Ein Nachteil dieser Leitungsführung ist, dass ein Tausch aufwendig ist, zum Teil ist der Ausbau des Tretlagers nötig.
Bei Betrieb mit Nabendynamo führt von diesem eine Zwillingslitze zum Anschluss der Frontleuchte, welche wegen des mechanisch nicht auskuppelbaren Dynamos in der Regel über einen Schalter verfügt. Dort wird die Spannung über diesen Schalter auf die Leuchte im Scheinwerfer als auch auf den Ausgangsanschluss gelegt, von dem eine weitere Zwillingslitze zur Rückleuchte führt.
Bei Betrieb mit wegklappbaren Speichen-, Rollen- oder Seitenläuferdynamos führt meist von diesem eine Zwillingslitze zur Frontleuchte, die keinen Schalter benötigt, und eine zweite zum Rücklicht.